# Radoslawa Mawrodiewa
Radoslawa Jankowa Mawrodiewa (bulgarisch Радослава Мавродиева, engl. Transkription Radoslava Mavrodieva; * 13. März 1987 in Sliwen) ist eine bulgarische Kugelstoßerin.

## Sportliche Laufbahn
Erste internationale Erfahrungen sammelte Radoslawa Mawrodiewa bei den Juniorenweltmeisterschaften 2004 im italienischen Grosseto, bei denen sie mit 15,79 m den sechsten Platz belegte. Im Jahr darauf wurde sie bei den Junioreneuropameisterschaften in Kaunas mit 15,72 m Fünfte. 2010 nahm sie erstmals an den Europameisterschaften in Barcelona teil, schied dort aber mit 15,58 m in der Qualifikation aus, wie auch bei den Halleneuropameisterschaften in Paris im Jahr darauf mit 15,24 m und den Weltmeisterschaften im südkoreanischen Daegu mit 15,76 m. 2012 gelang ihr bei den Hallenweltmeisterschaften in Istanbul kein gültiger Versuch, wurde aber bei den Europameisterschaften in Helsinki mit einer Weite von 18,14 m Sechste. Damit qualifizierte sie sich für die Olympischen Spiele in London, bei denen sie ohne einen gültigen Versuch in der Qualifikation ausschied. 2013 gelangte sie weder bei den Halleneuropameisterschaften in Göteborg, noch bei den Weltmeisterschaften bis in das Finale.
2014 schied sie bei den Hallenweltmeisterschaften in Sopot mit 16,48 m in der Vorrunde aus und qualifizierte sich für die Europameisterschaften in Zürich, bei denen sie mit 16,98 m den zwölften Platz belegte. In der Hallensaison 2015 sicherte sie sich mit einem Stoß auf 17,83 m die Bronzemedaille bei den Halleneuropameisterschaften in Prag hinter der Ungarin Anita Márton und Julija Leanzjuk aus Weißrussland. 2016 wurde sie bei den Hallenweltmeisterschaften in Portland mit 18,00 m Sechste und belegte bei den Leichtathletik-Europameisterschaften 2016 in Amsterdam mit 18,10 m den fünften Platz. Sie nahm erneut an den Olympischen Spielen in Rio de Janeiro teil, schied dort aber mit 17,20 m erneut in der Qualifikation aus. 2017 gewann Mawordiewa bei den Halleneuropameisterschaften in Belgrad mit 18,36 m die Silbermedaille hinter der Ungarin Martón. Sie qualifizierte sich auch für die Weltmeisterschaften in London, bei denen sie überraschend nicht das Finale der besten zwölf erreichte.
2018 erreichte sie bei den Hallenweltmeisterschaften in Birmingham mit 16,33 m Rang 15 und klassierte sich bei den Europameisterschaften in Berlin mit einer Weite von 18,03 m auf dem sechsten Platz. 2019 siegte sie überraschend bei den Halleneuropameisterschaften in Glasgow, bei denen sie sich mit neuer Bestleistung von 19,12 m nur einen Zentimeter gegen die Deutsche Christina Schwanitz durchsetzte.
Bisher wurde Mawrodiewa je achtmal Bulgarische Meisterin im Kugelstoßen im Freien und in der Halle sowie 2014 auch im Diskuswurf. Ihre jüngere Schwester Scheni Mawrodiewa ist ebenfalls als Kugelstoßerin aktiv.

## Persönliche Bestleistungen
- Kugelstoßen: 18,95 m, 20. Juli 2018 in Stara Sagora
  - Kugelstoßen (Halle): 19,12 m, 3. März 2019 in Glasgow
- Diskuswurf: 44,55 m, 16. Juni 2013 in Prawez